# WWF 클럽
WWF 클럽(WWF Club)은 WWF의 주간 주간 TV 쇼로, 금요일 WDR의 지역 저녁 프로그램인 WDR의 지역 저녁 프로그램에 생방송과 관객이 참석했다. 위르겐 폰 데르 리페, 마리케 아마도, 프랑크 라우펜베르가 진행했다. 1985년부터 위르겐 티벨은 위르겐 폰 데르 리페을 대체했다.